# روني بيكر بروكس
روني بيكر بروكس (بالإنجليزية: Ronnie Baker Brooks)‏ هو مغني وكاتب أغاني أمريكي، ولد في 23 يناير 1967 في شيكاغو في الولايات المتحدة.

## وصلات خارجية
- الموقع الرسمي
- روني بيكر بروكس على موقع ميوزك برينز (الإنجليزية)
- روني بيكر بروكس على موقع أول ميوزيك (الإنجليزية)
- روني بيكر بروكس على موقع ديسكوغز (الإنجليزية)